# Бондаренко, Александр Юльевич
Александр Юльевич Бондаренко (род. 1955 год) — русский советский писатель, прозаик, военный журналист и историк, полковник. Член Союза писателей России и Союза журналистов России. Дважды лауреат Премии СВР за лучшие произведения в области литературы и искусства (2007 и 2013), а также ряда литературных премий.

## Биография
Родился 17 февраля 1955 года в Ленинграде.
С 1971 по 1976 год обучался на факультете журналистики Львовского высшего военно-политического училища.
С 1976 по 1989 год служил корреспондентом в редакциях различных военных многотиражных и военно-окружных газетах.
С 1989 по 2008 год служил специальным корреспондентом, редактором и старшим редактором отдела истории, литературы и искусства, а также членом редакционной коллегии газеты «Красная звезда». В качестве журналиста Бондаренко побывал в одиннадцати республиках Советского союза и во многих странах Америки, Африки и Европы, как собственный корреспондент центральной газеты министерства обороны в 1992 году работал и освещал события в ходе вооружённого конфликта в Приднестровье, в 1993 году в ходе конфликта на Таджикско-афганской границе, в 1995 году в ходе Первой чеченской войны.
Член Союза журналистов России и Союза писателей России. В 1982 году был участником I Всесоюзного совещания молодых армейских литераторов, представив на совещании свой рассказ «200 строк петитом». В 1985 году на II Всесоюзном совещании молодых армейских литераторов проходившем в городе Дубулты, представляя свою повесть «Кавалергарда век недолог» А. Ю. Бондаренко познакомился с известным писателем В. С. Пикулем. А. Ю. Бондаренко является автором одиннадцати сборников изданных в серии Жизнь замечательных людей в издательстве «Молодая гвардия»: «Милорадович» (2008), «Денис Давыдов» (2012), «Михаил Орлов» и «Вадим Негатуров» (2014), «Фитин» (2015), «Виктор Лягин. Подвиг разведчика» (2017), «Руслан Аушев» (2018), «Герои „СМЕРШ“» и «Военные контрразведчики» (2019), «Юрий Дроздов. Начальник нелегальной разведки» и «Алексей Ботян» (2020). Произведения Бондаренко выходили в издательствах «Воениздат», «Вече» и «Молодая гвардия». В 2009 году за книгу «Военная контрразведка. Рассекреченные страницы» Александр Юрьевич Бондаренко был удостоен Премии ФСБ России в номинации «Художественная литература и журналистика», а в 2013 году за книгу «Подлинная история Майора Вихря», посвящённую Герою России Алексею Николаевичу Ботяну, был удостоен премии Службы внешней разведки Российской Федерации в номинации «за лучшие произведения в области литературы и искусства».

## Премии
- Премия Службы внешней разведки Российской Федерации за лучшие произведения в области литературы и искусства (2007[4] и 2013[6])
- Премия ФСБ России (номинация «Художественная литература и журналистика», 2009) — за книгу «Военная контрразведка. Рассекреченные страницы».
- Премия ФСБ России (номинация «Художественная литература и журналистика», 2019—2020) — за книги «Герои „СМЕРШ“» и «Военные контрразведчики».
- Лауреат конкурса литературных исторических произведений Всероссийской историко-литературной премии «Александр Невский» — "за книгу «Милорадович» (2008[7])
- Литературная премия имени В. С. Пикуля
- Литературная премия журнала Крокодил